# Чуметул-Маре
Чуме́тул-Ма́ре (рум. Ciomatu, угор. Csomád) — згаслий вулкан у Румунії, у Південних Карпатах. Він є частиною низки вулканів і розташований на її південно-східному кінці. Вулкан має кілька лавових куполів, два кратери — Мохос і Святої Анни. У кратері Святої Анни є кратерне озеро — озеро Святої Анни. Вулкан утворений переважно з багатого калієм дациту. Неподалік від вулкана розташовані комуни Беїле-Тушнад й Біксад.
Вулкан почав утворюватись приблизно 1 млн років тому з початком ефузії, сформувався в основному приблизно 500–650 тис. років тому. Останнє виверження сталося приблизно 27000–35000 років тому. Окремі виверження, можливо, сягали потужності так званого плінієвого виверження, вивергаючи вулканічний попіл до берегів Чорного моря. Геосейсмічна активність, що триває, та геотермічний градієнт та виділення вулканічних газів й існування магматичної камери дозволяють припускати, що Чуметул-Маре може стати активним вулканом.